# 江西省高等学校列表
江西省高等学校列表是中国大陆高等学校列表的江西省部分。

## 本科院校
| 学校名称                     | 建校时间 | 所在地   | 主管部门                       | 学位层次 | 网址                                              | 备注                                                                                              |
| ---------------------------- | -------- | -------- | ------------------------------ | -------- | ------------------------------------------------- | ------------------------------------------------------------------------------------------------- |
| 南昌大学                     | 1921年   | 南昌市   | 部省合建 教育部                | 博士     | http://www.ncu.edu.cn/ （页面存档备份，存于）     | 211工程 一流学科建设高校 中西部高校基础能力建设工程 1个外地校区（鄱阳湖校区，位于江西省共青城市） |
| 华东交通大学                 | 1971年   | 南昌市   | 省部（央企）共建 国家铁路局    | 博士     | http://www.ecjtu.jx.cn/ （页面存档备份，存于）    | 中西部高校基础能力建设工程                                                                        |
| 江西农业大学                 | 1940年   | 南昌市   | 省部共建 农业农村部 国家林草局 | 博士     | http://www.jxau.edu.cn/ （页面存档备份，存于）    | 中西部高校基础能力建设工程                                                                        |
| 江西师范大学                 | 1940年   | 南昌市   | 省部共建 教育部                | 博士     | http://www.jxnu.edu.cn/ （页面存档备份，存于）    | 中西部高校基础能力建设工程                                                                        |
| 江西财经大学                 | 1923年   | 南昌市   | 省部共建 财政部 教育部         | 博士     | http://www.jxufe.edu.cn/ （页面存档备份，存于）   | 中西部高校基础能力建设工程                                                                        |
| 东华理工大学                 | 1956年   | 南昌市   | 央企共建                       | 博士     | http://www.ecut.edu.cn/ （页面存档备份，存于）    | 两地办学（南昌市、抚州市） 中西部高校基础能力建设工程                                             |
| 江西中医药大学               | 1959年   | 南昌市   | 省部共建 教育部 国家中医药局   | 博士     | https://www.jxutcm.edu.cn/ （页面存档备份，存于） |                                                                                                   |
| 南昌航空大学                 | 1952年   | 南昌市   | 江西省                         | 硕士     | http://www.nchu.edu.cn/ （页面存档备份，存于）    |                                                                                                   |
| 江西科技师范大学             | 1952年   | 南昌市   | 江西省                         | 硕士     | http://www.jxstnu.edu.cn/ （页面存档备份，存于）  |                                                                                                   |
| 南昌工程学院                 | 1958年   | 南昌市   | 省部共建 水利部                | 硕士     | http://www.nit.edu.cn/ （页面存档备份，存于）     |                                                                                                   |
| 南昌师范学院                 | 1952年   | 南昌市   | 江西省                         | 学士     | http://www.jxie.edu.cn/ （页面存档备份，存于）    |                                                                                                   |
| 江西警察学院                 | 1951年   | 南昌市   | 江西省                         | 学士     | http://www.jxga.com/ （页面存档备份，存于）       |                                                                                                   |
| 豫章师范学院                 | 1908年   | 南昌市   | 江西省                         | 学士     | http://www.yuznu.edu.cn/ （页面存档备份，存于）   |                                                                                                   |
| 南昌理工学院                 | 1999年   | 南昌市   | 省教育厅                       | 学士     | http://www.nclg.com.cn/ （页面存档备份，存于）    | 民办                                                                                              |
| 南昌工学院                   | 1988年   | 南昌市   | 省教育厅                       | 学士     | http://www.ncpu.edu.cn/ （页面存档备份，存于）    | 民办                                                                                              |
| 江西服装学院                 | 1991年   | 南昌市   | 省教育厅                       | 学士     | http://www.jift.edu.cn/ （页面存档备份，存于）    | 民办                                                                                              |
| 江西科技学院                 | 1994年   | 南昌市   | 省教育厅                       | 学士     | http://www.jxut.edu.cn/ （页面存档备份，存于）    | 民办                                                                                              |
| 江西应用科技学院             | 1984年   | 南昌市   | 省教育厅                       | 学士     | http://www.jxcsedu.com/ （页面存档备份，存于）    | 民办                                                                                              |
| 南昌职业大学                 | 1993年   | 南昌市   | 省教育厅                       | 学士     | http://www.nczydx.com/ （页面存档备份，存于）     | 民办                                                                                              |
| 江西软件职业技术大学         | 2003年   | 南昌市   | 省教育厅                       | 学士     | http://www.jxuspt.com/ （页面存档备份，存于）     | 民办                                                                                              |
| 华东交通大学理工学院         | 2001年   | 南昌市   | 省教育厅                       | 学士     | http://www.ecjtuit.com.cn （页面存档备份，存于）  | 独立学院                                                                                          |
| 江西中医药大学科技学院       | 2001年   | 南昌市   | 省教育厅                       | 学士     | http://www.jxtcmstc.com/ （页面存档备份，存于）   | 独立学院                                                                                          |
| 江西科技师范大学理工学院     | 2001年   | 南昌市   | 省教育厅                       | 学士     | http://www.jxstnupi.cn/ （页面存档备份，存于）    | 独立学院                                                                                          |
| 景德镇陶瓷大学               | 1910年   | 景德镇市 | 江西省                         | 博士     | http://www.jci.edu.cn/ （页面存档备份，存于）     | 中西部高校基础能力建设工程                                                                        |
| 景德镇学院                   | 1977年   | 景德镇市 | 江西省                         | 学士     | http://www.jdzu.edu.cn/ （页面存档备份，存于）    |                                                                                                   |
| 景德镇陶瓷学院科技艺术学院   | 2001年   | 南昌市   | 省教育厅                       | 学士     | http://www.jci-ky.cn/ （页面存档备份，存于）      | 独立学院                                                                                          |
| 东华理工大学长江学院         | 2002年   | 南昌市   | 省教育厅                       | 学士     | https://cjc.ecit.cn/ （页面存档备份，存于）       | 独立学院                                                                                          |
| 萍乡学院                     | 1941年   | 萍乡市   | 江西省                         | 学士     | http://www.pxc.jx.cn/ （页面存档备份，存于）      |                                                                                                   |
| 九江学院                     | 1901年   | 九江市   | 江西省                         | 学士     | https://www.jju.edu.cn/ （页面存档备份，存于）    |                                                                                                   |
| 南昌大学科学技术学院         | 2001年   | 共青城市 | 省教育厅                       | 学士     | http://www.ndkj.com.cn/ （页面存档备份，存于）    | 独立学院                                                                                          |
| 南昌航空大学科技学院         | 2001年   | 共青城市 | 省教育厅                       | 学士     | http://kjxy.nchu.edu.cn/ （页面存档备份，存于）   | 独立学院                                                                                          |
| 江西农业大学南昌商学院       | 2001年   | 共青城市 | 省教育厅                       | 学士     | http://ncsxy.jxau.edu.cn （页面存档备份，存于）   | 独立学院                                                                                          |
| 江西师范大学科学技术学院     | 2001年   | 共青城市 | 省教育厅                       | 学士     | https://kjxy.jxnu.edu.cn/ （页面存档备份，存于）  | 独立学院                                                                                          |
| 江西财经大学现代经济管理学院 | 2001年   | 共青城市 | 省教育厅                       | 学士     | http://xjg.jxufe.edu.cn/ （页面存档备份，存于）   | 独立学院                                                                                          |
| 南昌大学共青学院             | 1985年   | 共青城市 | 省教育厅                       | 学士     | http://www.ndgy.cn/ （页面存档备份，存于）        | 独立学院                                                                                          |
| 新余学院                     | 1985年   | 新余市   | 江西省                         | 学士     | http://www.xyc.edu.cn/ （页面存档备份，存于）     |                                                                                                   |
| 江西工程学院                 | 1983年   | 新余市   | 省教育厅                       | 学士     | http://www.ygxy.com/ （页面存档备份，存于）       | 民办                                                                                              |
| 江西理工大学                 | 1958年   | 赣州市   | 省部共建 教育部 工业和信息化部 | 博士     | http://www.jxust.cn/ （页面存档备份，存于）       | 中西部高校基础能力建设工程 1个外地校区（南昌校区，位于江西省南昌市）                              |
| 赣南师范大学                 | 1958年   | 赣州市   | 江西省                         | 硕士     | http://www.gnnu.cn/ （页面存档备份，存于）        |                                                                                                   |
| 赣南医科大学                 | 1941年   | 赣州市   | 江西省                         | 硕士     | http://www.gmu.cn/ （页面存档备份，存于）         |                                                                                                   |
| 江西理工大学应用科学学院     | 2001年   | 赣州市   | 省教育厅                       | 学士     | http://www.asc.jx.cn/ （页面存档备份，存于）      | 独立学院                                                                                          |
| 赣南师范大学科技学院         | 2003年   | 赣州市   | 省教育厅                       | 学士     | http://www.gnnustc.com/ （页面存档备份，存于）    | 独立学院                                                                                          |
| 井冈山大学                   | 1958年   | 吉安市   | 省部共建 教育部                | 硕士     | http://www.jgsu.edu.cn/ （页面存档备份，存于）    |                                                                                                   |
| 宜春学院                     | 1958年   | 宜春市   | 江西省                         | 硕士     | http://www.jxycu.edu.cn/ （页面存档备份，存于）   |                                                                                                   |
| 东华理工大学                 | 1956年   | 抚州市   | 央企共建                       | 博士     | http://www.ecut.edu.cn/ （页面存档备份，存于）    | 两地办学（南昌市、抚州市） 中西部高校基础能力建设工程                                             |
| 上饶师范学院                 | 1958年   | 上饶市   | 江西省                         | 学士     | http://www.sru.jx.cn/ （页面存档备份，存于）      |                                                                                                   |
| 江西职业技术大学             | 1960年   | 九江市   |                                | 学士     | https://www.jvtc.jx.cn/ （页面存档备份，存于）    | 原九江职业技术学院                                                                                |

## 高职院校
| 学校名称                     | 建校时间 | 所在地   | 主管部门        | 网址                                              | 备注     |
| ---------------------------- | -------- | -------- | --------------- | ------------------------------------------------- | -------- |
| 江西工业职业技术学院         | 1954年   | 南昌市   | 江西省          | http://www.jxgzy.cn/ （页面存档备份，存于）       |          |
| 江西艺术职业学院             | 1951年   | 南昌市   | 江西省          | http://www.jxysedu.com/ （页面存档备份，存于）    |          |
| 江西信息应用职业技术学院     | 1956年   | 南昌市   | 江西省          | http://www.jxcia.com/ （页面存档备份，存于）      |          |
| 江西交通职业技术学院         | 1956年   | 南昌市   | 江西省          | https://www.jxjtxy.edu.cn/ （页面存档备份，存于） |          |
| 江西电力职业技术学院         | 1958年   | 南昌市   | 江西省          | http://www.jxdlzy.com/ （页面存档备份，存于）     |          |
| 江西司法警官职业学院         | 1958年   | 南昌市   | 江西省          | http://www.jxsfjy.cn/ （页面存档备份，存于）      |          |
| 江西机电职业技术学院         | 1958年   | 南昌市   | 江西省          | http://www.jxjdxy.com/ （页面存档备份，存于）     |          |
| 江西旅游商贸职业学院         | 1964年   | 南昌市   | 江西省          | http://www.jxlsxy.com/ （页面存档备份，存于）     |          |
| 江西建设职业技术学院         | 1958年   | 南昌市   | 江西省          | http://www.jxjsxy.com/ （页面存档备份，存于）     |          |
| 江西工业贸易职业技术学院     | 1964年   | 南昌市   | 江西省          | http://www.jxgmxy.com/ （页面存档备份，存于）     |          |
| 江西青年职业学院             | 1952年   | 南昌市   | 江西省          | http://www.jxqy.com.cn/ （页面存档备份，存于）    |          |
| 江西工程职业学院             | 1979年   | 南昌市   | 江西省          | http://www.jxgcxy.com/ （页面存档备份，存于）     |          |
| 江西经济管理职业学院         | 1984年   | 南昌市   | 江西省          |                                                   |          |
| 江西管理职业学院             | 1981年   | 南昌市   | 江西省          |                                                   | 停止招生 |
| 江西传媒职业学院             | 1985年   | 南昌市   | 江西省          | http://www.jxmvc.cn/ （页面存档备份，存于）       |          |
| 江西水利职业学院             | 1956年   | 南昌市   | 江西省          | http://www.jxslsd.com/ （页面存档备份，存于）     |          |
| 南昌健康职业技术学院         | 2020年   | 南昌市   | 江西省          |                                                   |          |
| 江西泰豪动漫职业学院         | 2004年   | 南昌市   | 省教育厅        | https://www.thdm.edu.cn/ （页面存档备份，存于）   | 民办     |
| 江西航空职业技术学院         | 1956年   | 南昌市   | 省教育厅        | http://www.jhxy.com.cn/ （页面存档备份，存于）    | 民办     |
| 江西外语外贸职业学院         | 1964年   | 南昌县   | 省部共建 商务部 | http://www.jxcfs.com/ （页面存档备份，存于）      |          |
| 江西现代职业技术学院         | 1978年   | 南昌县   | 江西省          | http://www.jxxdxy.edu.cn/ （页面存档备份，存于）  |          |
| 江西生物科技职业学院         | 1952年   | 南昌县   | 江西省          | http://www.jxswkj.com/ （页面存档备份，存于）     |          |
| 江西制造职业技术学院         | 1978年   | 南昌县   | 江西省          | http://www.jxmtc.com/ （页面存档备份，存于）      |          |
| 江西卫生职业学院             | 1955年   | 南昌县   | 江西省          | http://www.jxhlxy.com.cn/ （页面存档备份，存于）  |          |
| 江西科技职业学院             | 1983年   | 南昌县   | 省教育厅        | http://www.jxkeda.com/ （页面存档备份，存于）     | 民办     |
| 江西工商职业技术学院         | 1998年   | 南昌县   | 省教育厅        | http://www.jxgsxy.net/ （页面存档备份，存于）     | 民办     |
| 南昌影视传播职业学院         | 1991年   | 南昌县   | 省教育厅        | http://www.jxcsedu.com/ （页面存档备份，存于）    | 民办     |
| 江西陶瓷工艺美术职业技术学院 | 1958年   | 景德镇市 | 江西省          | http://www.jxgymy.com/ （页面存档备份，存于）     |          |
| 景德镇陶瓷职业技术学院       | 2012年   | 浮梁县   | 省教育厅        | http://www.jcivt.com/ （页面存档备份，存于）      | 民办     |
| 江西工业工程职业技术学院     | 1956年   | 萍乡市   | 江西省          | http://www.jxgcxy.net/ （页面存档备份，存于）     |          |
| 江西应用工程职业学院         | 1922年   | 萍乡市   | 江西省          | http://www.jxatei.net/ （页面存档备份，存于）     |          |
| 萍乡卫生职业学院             | 2018年   | 萍乡市   | 江西省          | http://www.pxhvc.com/ （页面存档备份，存于）      |          |
| 江西财经职业学院             | 1960年   | 九江市   | 江西省          | http://www.jxvc.jx.cn/ （页面存档备份，存于）     |          |
| 九江职业大学                 | 1985年   | 九江市   | 江西省          | http://www.jjvu.jx.cn/ （页面存档备份，存于）     |          |
| 九江理工职业学院             | 2009年   | 九江市   | 省教育厅        |                                                   | 民办     |
| 共青科技职业学院             | 1999年   | 共青城市 | 省教育厅        | http://www.gqkj.com.cn/ （页面存档备份，存于）    | 民办     |
| 江西枫林涉外经贸职业学院     | 1978年   | 永修县   | 省教育厅        | http://www.jxfte.com/ （页面存档备份，存于）      | 民办     |
| 江西冶金职业技术学院         | 1975年   | 新余市   | 江西省          | http://www.jxyjxy.com/ （页面存档备份，存于）     |          |
| 赣西科技职业学院             | 1986年   | 新余市   | 省教育厅        | http://www.ganxidx.com/ （页面存档备份，存于）    | 民办     |
| 江西新能源科技职业学院       | 1995年   | 新余市   | 省教育厅        | http://www.tynxy.com/ （页面存档备份，存于）      | 民办     |
| 鹰潭职业技术学院             | 1960年   | 鹰潭市   | 江西省          | http://www.jxsfgz.com/ （页面存档备份，存于）     |          |
| 江西师范高等专科学校         | 1960年   | 鹰潭市   | 江西省          | http://www.jxytxy.cn/ （页面存档备份，存于）      |          |
| 江西环境工程职业学院         | 1953年   | 赣州市   | 江西省          | http://www.jxhjxy.com/ （页面存档备份，存于）     |          |
| 江西应用技术职业学院         | 1958年   | 赣州市   | 江西省          | http://www.jxyyxy.com/ （页面存档备份，存于）     |          |
| 赣州师范高等专科学校         | 1903年   | 赣州市   | 江西省          | http://ganzhsz.cn/ （页面存档备份，存于）         |          |
| 赣南卫生健康职业学院         | 2016年   | 赣州市   | 江西省          | http://www.gnhvc.cn/ （页面存档备份，存于）       |          |
| 吉安职业技术学院             | 2014年   | 吉安市   | 江西省          | http://www.japt.com.cn/ （页面存档备份，存于）    |          |
| 宜春职业技术学院             | 2003年   | 宜春市   | 江西省          | http://www.ycvc.jx.cn/ （页面存档备份，存于）     |          |
| 江西洪州职业学院             | 2014年   | 丰城市   | 省教育厅        | http://www.jxhzxy.com/ （页面存档备份，存于）     | 民办     |
| 江西农业工程职业学院         | 1940年   | 樟树市   | 江西省          | http://www.jxaevc.com/ （页面存档备份，存于）     |          |
| 宜春幼儿师范高等专科学校     | 1906年   | 高安市   | 江西省          | https://www.gacycu.cn/ （页面存档备份，存于）     |          |
| 抚州职业技术学院             | 2003年   | 抚州市   | 江西省          | http://www.fzjsxy.com/ （页面存档备份，存于）     |          |
| 江西中医药高等专科学校       | 1986年   | 抚州市   | 江西省          | http://www.jxtcms.net/ （页面存档备份，存于）     |          |
| 抚州幼儿师范高等专科学校     | 1977年   | 抚州市   | 江西省          | http://www.fzpec.cn/ （页面存档备份，存于）       |          |
| 上饶职业技术学院             | 2004年   | 上饶市   | 江西省          | http://www.srzy.cn/ （页面存档备份，存于）        |          |
| 江西医学高等专科学校         | 1951年   | 上饶市   | 江西省          | http://www.sryx.cn/ （页面存档备份，存于）        |          |
| 上饶幼儿师范高等专科学校     | 1939年   | 上饶市   | 江西省          | http://srygz.com/ （页面存档备份，存于）          |          |
| 江西婺源茶业职业学院         | 2018年   | 婺源县   | 江西省          | http://www.jxtvc.com/ （页面存档备份，存于）      |          |

## 军事院校
| 学校名称                   | 所在地 | 创办时间 | 所属部门   | 学位层次 | 网址 | 备注                                          |
| -------------------------- | ------ | -------- | ---------- | -------- | ---- | --------------------------------------------- |
| 中国人民解放军陆军步兵学院 | 南昌市 | 1949年   | 陆军正师级 | 硕士     |      | 1个外地校区（石家庄校区，位于河北省石家庄市） |

## 成人院校
| 学校名称                     | 所在地   | 创办时间 | 性质 | 网址                                          | 备注         |
| ---------------------------- | -------- | -------- | ---- | --------------------------------------------- | ------------ |
| 南昌市业余大学               | 南昌市   | 1952年   | 公办 |                                               |              |
| 南昌市职工科技大学           | 南昌市   | 1978年   | 公办 |                                               |              |
| 江西广播电视大学             | 南昌市   | 1979年   | 公办 | http://www.jxrtvu.com/ （页面存档备份，存于） | 全省多地办学 |
| 南昌钢铁有限责任公司职工大学 | 南昌市   | 1981年   | 公办 |                                               |              |
| 江西经济管理干部学院         | 南昌市   | 1982年   | 公办 | http://www.jiea.cn/ （页面存档备份，存于）    |              |
| 南昌教育学院                 | 南昌市   | 1985年   | 公办 |                                               |              |
| 昌河职工工学院               | 景德镇市 | 1975年   | 公办 |                                               |              |